# Ernst-A.-Plischke-Preis
Der Ernst-A.-Plischke-Preis, benannt nach Ernst Plischke, ist ein österreichischer Architekturpreis.

## Preisvergabe
Der Preis wurde seit 2008 alle drei Jahre vergeben.

## Preisträger
| Jahr | Preisträger | Anerkennungen |
| ---- | --- | --- |
| 2008 | Stadion Letzigrund Zürich 2007, Bétrix & Consolascio | La Congiunta Giornico 1993, Peter Märkli und Bildhauer Hans Josephsohn Generali Foundation Wien 1995, Jabornegg & Pálffy Badehaus K. Schörfling am Attersee 2002, Luger & Maul Wohnhaus B-B Bocksdorf 2005, ARTEC Architekten Bettina Götz Richard Manahl Studiohaus für einen Pianisten Weerberg 1995/1996, Margarete Heubacher-Sentobe Seebühne Lunz am See Lunz am See 2004, Hans Kupelwieser mit werkraum wien Grenzstation Tisis Tisis 2003, aix architects Joe Truog Michelangelo Zaffignani Kloster Maria im Paradies Sankt Veit im Pongau 1985/2008, Matthias Mulitzer |
| 2011 | Friedhof Srebrniče Novo mesto 2000, Aleš Vodopivec | Alte Diakonie Salzburg 2008, Halle 1 Gerhard Sailer . Heinz Lang Aufgang zum Castello di Rivoli bei Turin 2007 / 2010, Hubmann . Vass Banca Raiffeisen Intragna TI 2002, Michele Arnaboldi Bilger-Breustedt Schulzentrum Taufkirchen 2009, Dietmar Feichtinger Architectes Birg mich, Cilli! Viechtach 2007/2008, Studio für Architektur Peter Haimerl Jutta Görlich Kehrichtverbrennungsanlage Thun 2003, Andrea Roost Palais Rothschild Schoellerbank Wien 1997/2000, Jabornegg & Pálffy Rolex Learning Center Lausanne 2007/2010, Sanaa, Kazuyo Sejima Ryue Nishizawa Schule Leutschenbach, Zürich 2002/2009, Christian Kerez Volière Bois-de-la-Bâtie Genf 2008, group8 Wohnbau Paul-Clairmont-Straße Zürich 2006, Patrick Gmür Jakob Steib                       |
| 2014 | Lehmhaus Rauch Schlins 2005, Architekten Roger Boltshauser & Martin Rauch ex aequo mit Campus WU Wien 2010–2013, Architekten BUSarchitektur Laura P. Spinadel, Jean Pierre Bolívar, Bernd Pflüger | Casa Sidler Plusenergiehaus Brione sopra Minusio 2012–2013, Architekten David Munz & Michèle Blätz Case Vignascia Minusio 2005–2006, Michele Arnaboldi generationen. wohnen am mühlgrund. Bauteil Czech Wien 2010–2011, Hermann Czech Umbau Clavo Lain GR 2011–2012, Hans-Jörg Ruch Erweiterung der Akademie der Bildenden Künste Nürnberg 2011–2013, Hascher Jehle Architektur Michael Meier Peter Edlinger Max Porzelt Holzstapelhaus Slavonice 2007, Martin Rajniš Václav Horecký Kamila Amblerova Housing Pilon Ljubljana 2007–2008, Bevk Perovic Arhitekti Matija Bevk Vasa J. Perovic Davorin Pocivašek Haus D Wohnhaus mit Studiogalerie Neustift bei Brixen 2007, Pauhof Architekten: Michael Hofstätter und Wolfgang Pauzenberger, Kunst: Manfred Alois Mayr |

## Publikationen
- Ernst-A.-Plischke-Preis 2008. Katalog, Ernst A. Plischke Gesellschaft, Verlag Anton Pustet, Salzburg, ISBN 978-3-7025-0591-2.
- Ernst-A.-Plischke-Preis 2011. Katalog, Ernst A. Plischke Gesellschaft, Müry Salzmann Verlag, Salzburg, ISBN 978-3-99014-047-5.
- Ernst-A.-Plischke-Preis 2014. Katalog, Ernst A. Plischke Gesellschaft, Müry Salzmann Verlag, Salzburg, ISBN 978-3-99014-105-2.